# جارد غرين
جارد غرين (بالإنجليزية: Jared Green)‏ هو لاعب كرة قدم أمريكية أمريكي، ولد في 1 أبريل 1989 في فيينا في الولايات المتحدة.

## وصلات خارجية
- جارد غرين على موقع مرجع كرة القدم المحترفة.كوم (الإنجليزية)